# Gele poederparasol
De gele poederparasol (Cystolepiota icterina) is schimmel die behoort tot de familie Agaricaceae.

## Kenmerken
De hoed is lila getint.

## Verspreiding
In Nederland komt de gele poederparasol zeldzaam voor. Hij staat niet op de rode lijst en is niet bedreigd.